# ST Magazin
Das Atari-Computermagazin ST Magazin 68000’er ist aus dem Computermagazin 68000er entstanden und unter diesem Namen im Markt & Technik Verlag monatlich ab Ausgabe 04/1988 bis 08/1993 erschienen. In dieser Computerzeitschrift wurde schwerpunktmäßig der Atari ST Computer behandelt. Anschließend wurde dieses Magazin in die Computerzeitschrift ST-Computer vom Heim-Verlag integriert. Es sind auch einige Sonderhefte erschienen, die am Anfang (1988/89) in Zusammenarbeit mit der Computerzeitschrift Happy Computer herausgegeben wurde.